# Xperia 5
 Xperia 5（エクスペリア ファイブ）は、ソニーモバイルコミュニケーションズによって開発された、第4世代移動通信システム・第3.9世代移動通信システム・第3世代移動通信システム対応のスマートフォンである。2019年（令和元年）9月5日にドイツ・ベルリンの携帯電話展示会「IFA 2019」にてソニーモバイルコミュニケーションズよりグローバルモデルが発表された。モデル番号はJ8210、J8270、J9210、J9260、SO-01M、SOV41、901SO。
グローバルモデルは2019年10月4日発売。日本国内ではKDDI・沖縄セルラー電話連合（以下・au）とNTTドコモ、ソフトバンクから発売された。

## 概要
2019年9月にソニーモバイルより発表。コンセプトは「Xperia 1の新しい体験を、コンパクトなボディに凝縮」。Xperia 5は先代モデルのXperia 1に非常に似ているが、筐体サイズは小さくなっており、横幅は68mmと持ちやすさと使いやすさを追求したコンパクトなボディになっている。Xperia 1と同様にフレームにはアルミニウムを使用し、画面と背面パネルにGorilla Glass 6を使用している。アスペクト比はシネスコサイズである21:9比率の有機ELFHD+ディスプレイを搭載している。カメラもXperia 1に引き続き、トリプルレンズカメラを搭載し、標準、望遠、超広角に切り替えることができる。またカメラは瞳AFにも対応している。
ボディカラーにはブラック、レッド、グレー、ブルーの4色を展開する。キャッチコピーは「想像を超える体験を、さらにスタイリッシュに」、「ハンドフィットサイズの新Xperiaで、21:9シネマワイドの感動体験を。」、「"感動"と"興奮"を、ハンドフィットサイズのXperiaで。」。

### Xperia 5 (J9260)
2020年8月18日、ソニーよりSIMフリー版Xperia 5 (J9260)が発表された。ソニーストアより発売される。
Xperia 5 (J9260)と国内キャリアモデルとの主な違いは下記の通り。
|              | 国内キャリア版    | J9260    |
| ------------ | ----------------- | -------- |
| FeliCa       | 搭載              | 搭載     |
| 放送受信機能 | ワンセグ/フルセグ | 無し     |
| Storage      | 64GB              | 128GB    |
| SIMスロット  | シングル          | デュアル |

## 歴史
- 2019年（令和元年）
  - 9月5日 - ドイツ・ベルリンの携帯電話展示会「IFA 2019」にてソニーモバイルコミュニケーションズよりグローバルモデルを発表。この時点で日本国内の発売が発表された。
  - 10月4日 - 日本国外においてグローバルモデル発売開始。
  - 10月10日 - KDDI、沖縄セルラー電話およびソニーモバイルコミュニケーションズジャパンよりau版（SOV41）発表。
  - 10月11日 - NTTドコモおよびソニーモバイルコミュニケーションズジャパンよりドコモ版（SO-01M）発表。
  - 10月17日 - ソフトバンクおよびソニーモバイルコミュニケーションズジャパンよりソフトバンク版（901SO）発表。
  - 10月25日 - au版（SOV41）およびソフトバンク版（901SO）発売。
  - 11月1日 - ドコモ版（SO-01M）発売。
- 2020年（令和2年）
  - 8月18日 - ソニー、ソニーモバイルコミュニケーションズ、およびソニーマーケティングより国内SIMフリー版（J9260）発表。
  - 8月28日 - 国内SIMフリー版（J9260）発売。